# Prix Goncourt des lycéens
De Prix Goncourt des lycéens is een Franse literaire prijs. De prijs werd in 1988 voor het eerst uitgereikt en is bedoeld als een jonge variant van de Prix Goncourt. De jury van de prijs bestaat uit ongeveer 1500 leerlingen van lycées. Zij lezen en bediscussiëren twaalf door de Académie Goncourt genomineerde werken en brengen hun stem uit.
De prijs wordt ondersteund en georganiseerd door de Académie Goncourt, warenhuisketen Fnac en het Franse ministerie van Onderwijs. De uitreiking van de prijs vindt plaats te Rennes op dezelfde dag als de Prix Goncourt, gewoonlijk in november.

## Winnaars
- 1988: Érik Orsenna, L’Exposition coloniale
- 1989: Jean Vautrin, Un grand pas vers le Bon Dieu
- 1990: Françoise Lefèvre, Le Petit Prince cannibale
- 1991: Pierre Combescot, Les Filles du Calvaire
- 1992: Edouardo Manet, L’Île du lézard vert
- 1993: Anne Wiazemsky, Canines
- 1994: Claude Pujade-Renaud, Belle-Mère
- 1995: Andreï Makine, Le Testament français
- 1996: Nancy Huston, Instruments des ténèbres
- 1997: Jean-Pierre Milovanoff, Le Maître des paons
- 1998: Luc Lang, Mille six cents ventres
- 1999: Jean-Marie Laclavetine, Première ligne
- 2000: Ahmadou Kourouma, Allah n’est pas obligé
- 2001: Shan Sa, La Joueuse de Go
- 2002: Laurent Gaudé, La Mort du roi Tsongor
- 2003: Yann Apperry, Farrago
- 2004: Philippe Grimbert, Un secret
- 2005 Sylvie Germain, Magnus
- 2006: Léonora Miano, Contours du jour qui vient
- 2007: Philippe Claudel, Le rapport de Brodeck
- 2008: Catherine Cusset, Un brillant avenir
- 2009: Jean-Michel Guenassia, Le club des incorrigibles optimistes
- 2010: Mathias Énard, Parle leur de batailles, de roi et d'éléphants
- 2011: Carole Martinez, Du domaine des Murmures
- 2012: Joël Dicker, La Vérité sur l'Affaire Harry Quebert
- 2013: Sorj Chalandon, Le Quatrième Mur
- 2014: David Foenkinos, Charlotte
- 2015: Delphine de Vigan, D'après une histoire vraie
- 2016: Gaël Faye, Petit Pays
- 2017: Alice Zeniter, L'Art de perdre
- 2018: David Diop, Frère d'âme
- 2019: Karine Tuil, Les Choses humaines
- 2020: Djaïli Amadou Amal,	Les Impatientes
- 2021: Clara Dupont-Monod,	S'adapter
- 2022: Sabyl Ghoussoub, Beyrouth-sur-Seine
- 2023: Neige Sinno, Triste tigre